# شجرة مطاط برازيلية
شجرة مطاط برازيلية أو شجرة لَستِك برا أو هيفِيَة البرازيل أو هيفيا برازيلية (الاسم العلمي: Hevea brasiliensis) هي نوع نباتي يتبع جنس الهيفيا من الفصيلة الفربيونية. شجرة المطاط البرازيلية هي شجرة المطاط وتسمى أيضاً بالشجرة الباكية أو شجرة الدموع أو الكاوتشو (كاوتشوك) التي تعني المطاط في كثير من اللغات الحديثة. سميت هذه الشجرة بالشجرة الباكية إشارة واضحة إلى الطريقة التي تفرز بها تلك الشجرة مادة المطاط الاصلية فهي تذرفها قطرات على نحو ما تذرف العيون الدموع لذلك يحدث العمال في جذع الشجرة جروحا ليسهلوا تساقط تلك القطرات منها ويربطون في نهاية الجذع اناء صغيرا يتلقى تلك القطرات المتساقطة وتكون المادة الاصلية لونها ابيض اللون ولا تبدأ الشجرة بالعطاء الا بعد 7 سنوات وتستمر في ذلك حتى تبلغ الثلاثين عاما وتنبت هذه الشجرة في جنوب القارة الأسيوية وكلها تقع في المنطقة الاستوائية ويقدر إنتاج العالم من المطاط بمليوني طن سنويا ويستعمل المطاط في كثير من الأشياء منها صنع الالات الصناعية والزراعية وغيرها ولا تستطيع السير من غير اطارات.